# Cacsius
Cacsius is een kevergeslacht uit de familie van de boktorren (Cerambycidae). De wetenschappelijke naam van het geslacht werd voor het eerst geldig gepubliceerd in 1973 door Lane.

## Soorten
Cacsius omvat de volgende soorten:
- Cacsius divus (Melzer, 1932)
- Cacsius nobilis Lane, 1973